# تاكاشي سايتو
تاكاشي سايتو (باليابانية: 齋藤 恭志) (25 ديسمبر 1993 في نييغاتا في اليابان – )؛ هو لاعب كرة قدم ياباني سابق كان يلعب كلاعب وسط.

## وصلات خارجية
- تاكاشي سايتو على موقع رابطة كرة القدم اليابانية للمحترفين (اليابانية)